# Luke Wadding
Luke Wadding OFM (ur. 16 października 1588 w Waterford w Irlandii, zm. 18 listopada 1657) – historyk i teolog, franciszkanin.

## Biografia
Studiował w Lizbonie. Do zakonu św. Franciszka wstąpił w 1607. W 1617 wybrano go przełożonym Kolegium Irlandzkiego w Salamance. Rok później wyjechał do Rzymu, by pozostać w nim aż do końca życia.
Wadding zebrał fundusze i założył Irlandzkie Kolegium św. Izydora, które ofiarowywało miejsca kapłanom pochodzącym z Zielonej Wyspy, studiującym w Rzymie teologię. Kolegium otwarto w 1625. Wadding był przez piętnaście lat jego rektorem.
Najważniejszym dziełem tego irlandzkiego historyka były Annales Minorum w ośmiu tomach (1625-1654), które ponownie wydano w XVIII wieku. Stanowią one ważne dzieło prezentujące historię ruchu franciszkańskiego. Wadding opublikował również Bibliotheca (zawierającą pisma pisarzy franciszkańskich), dzieła Jana Dunsa Szkota oraz pierwszy zbiór pism św. Franciszka z Asyżu.
To dzięki staraniom Waddinga ustanowiony został Dzień św. Patryka.
W roku 2000 Waterford Institute of Technology nadało nowej siedzibie uniwersyteckiej biblioteki imię Waddinga.